# Jack Harvey (acteur)
Pour les articles homonymes, voir Jack Harvey et Harvey.
Jack Harvey est un acteur, réalisateur et scénariste américain né le 16 septembre 1881 à Cleveland, Ohio (États-Unis), décédé le 9 novembre 1954 à Los Angeles (États-Unis).

## Filmographie

### comme acteur
- 1911 : The Willow Tree : Tom
- 1911 : The Lighthouse Keeper : Tom Atkins
- 1913 : Buttercups
- 1913 : Their Mutual Friend
- 1913 : Love's Sunset
- 1913 : The Ancient Order of Good Fellows
- 1913 : The Golf Game and the Bonnet
- 1914 : Bunny's Mistake
- 1914 : Love's Old Dream
- 1914 : Bunny's Birthday
- 1914 : Children of the Feud
- 1914 : A Change in Baggage Checks
- 1914 : The Chicken Inspector
- 1914 : Her Great Scoop
- 1914 : Bunco Bill's Visit
- 1914 : The Old Fire Horse and the New Fire Chief
- 1914 : Mr. Bunny in Disguise
- 1914 : Miser Murray's Wedding Present
- 1914 : Bunny Buys a Harem
- 1914 : Mr. Bunnyhug Buys a Hat for His Bride
- 1914 : Fogg's Millions
- 1914 : Mr. Bingle's Melodrama
- 1914 : Bread Upon the Waters
- 1914 : The Reward of Thrift
- 1930 : Lord Byron of Broadway d'Harry Beaumont et William Nigh : Undetermined Role
- 1931 : Pueblo Terror : John Weston
- 1931 : Headin' for Trouble : Henchman Windy
- 1932 : Riders of the Golden Gulch
- 1935 : Cardinal Richelieu : Brugnon
- 1937 : Life Begins with Love : Director
- 1938 : The Spider's Web : Marvin

### comme réalisateur
- 1914 : A Dog's Love
- 1914 : Shep's Race with Death
- 1914 : The Center of the Web
- 1914 : The Barrier of Flames
- 1914 : The White Rose
- 1915 : When Fate Rebelled
- 1915 : Shep the Sentinel
- 1915 : Check No. 130
- 1915 : $1,000 Reward
- 1915 : A Newspaper Nemesis
- 1915 : The Stolen Jewels
- 1915 : The Skinflint
- 1915 : The Undertow
- 1915 : Their One Love
- 1915 : Fairy Fern Seed
- 1915 : The Patriot and the Spy
- 1915 : His Guardian Auto
- 1915 : The Flying Twins
- 1915 : Mercy on a Crutch
- 1915 : A Message Through Flames
- 1915 : The Wolf of Debt
- 1915 : The Unnecessary Sex
- 1915 : Getting His Goat
- 1916 : The Lords of High Decision
- 1916 : The Doll Doctor
- 1916 : Held for Damages
- 1917 : When Thieves Fall Out
- 1918 : Kaiser's Finish
- 1920 : The Night of the Dub
- 1920 : Stick Around
- 1922 : The Woman Who Believed
- 1925 : The Right Man
- 1925 : Getting 'Em Right
- 1926 : Keep Going
- 1926 : No Babies Wanted

### comme scénariste
- 1915 : When Fate Rebelled
- 1918 : Kaiser's Finish
- 1934 : Strictly Dynamite
- 1948 : L'Île inconnue (Unknown Island), de Jack Bernhard
- 1948 : Last of the Wild Horses
- 1948 : Vivons un peu (Let's Live a Little) de Richard Wallace
- 1949 : Grand Canyon
- 1953 : La Cité sous la mer (City Beneath the Sea)